# Utholmen
Utholmen (sinngemäß aus dem Norwegischen übersetzt Außeninsel) ist eine Insel vor der Prinz-Harald-Küste des ostantarktischen Königin-Maud-Lands. Sie ist die nordwestlichste Insel der Gruppe Flatvær auf der Ostseite der Einfahrt zur Lützow-Holm-Bucht.
Norwegische Kartografen kartierten sie 1946 anhand von Luftaufnahmen, die bei der Lars-Christensen-Expedition 1936/37 entstanden. Ihre Benennung erfolgte in Anlehnung an ihre geografische Position.